# Diego de la Cruz

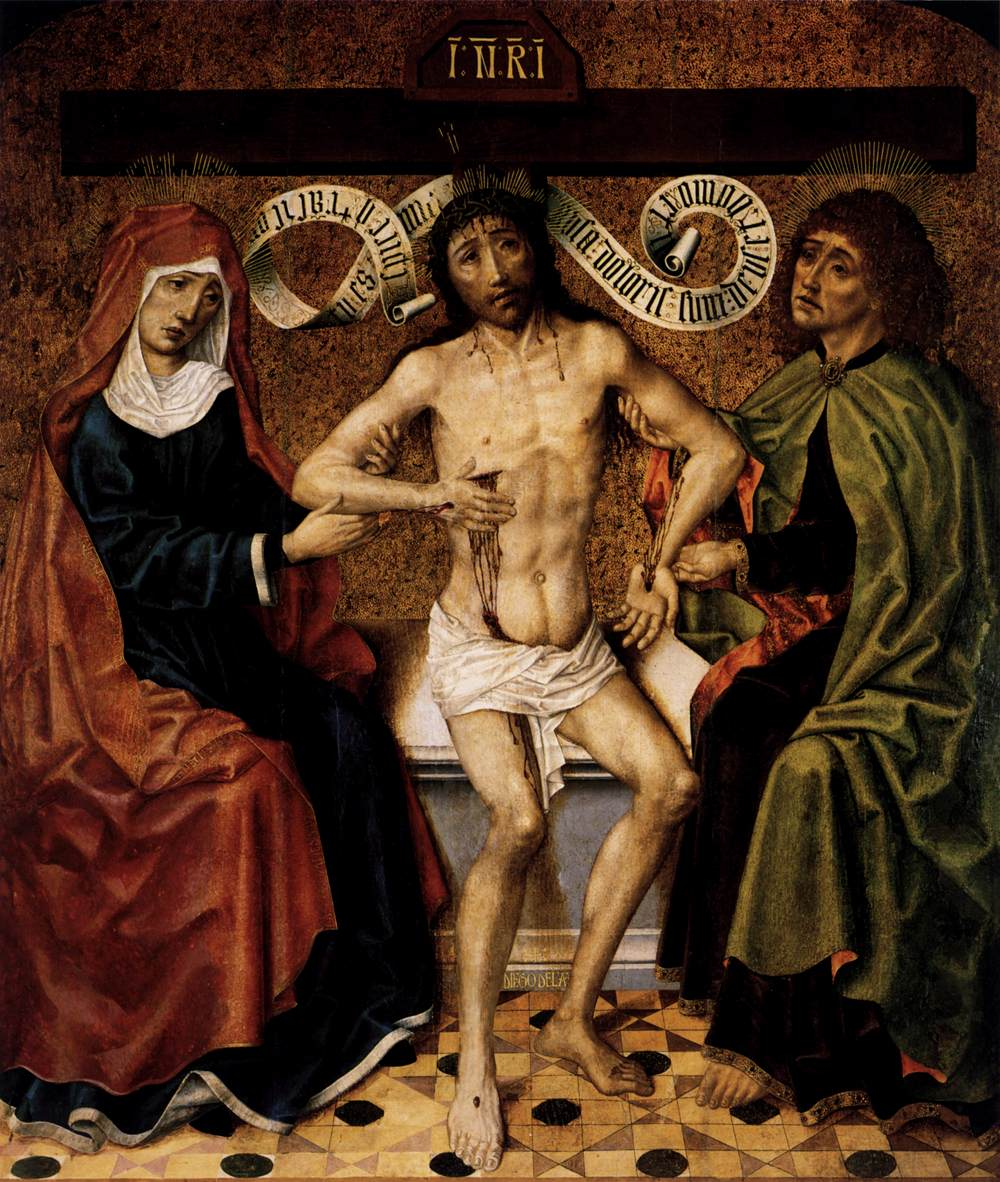
Cristo Varón de Dolores entre la Virgen y San Juan, firmado, óleo sobre tabla, 136 x 117 cm, Madrid, Museo del Prado (adquirido en 1993 con fondos del legado Villaescusa).

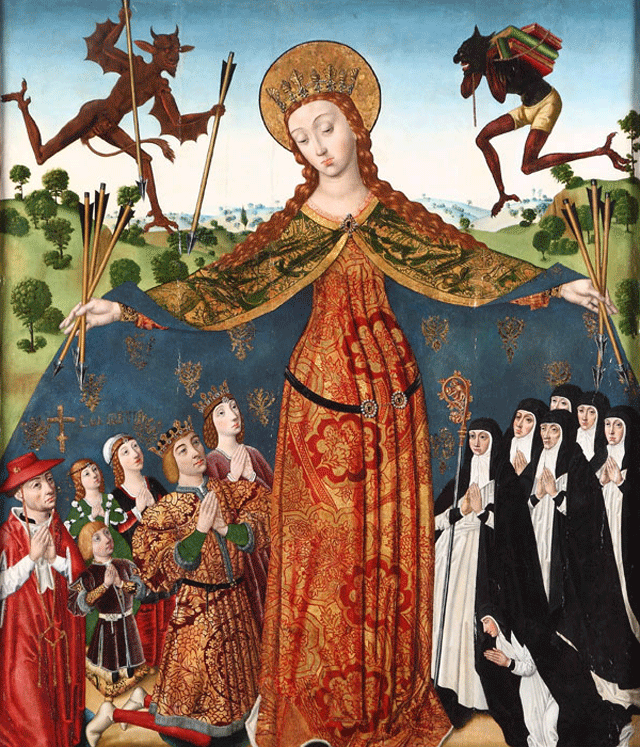
Virgen de la Misericordia con los Reyes Católicos y su familia, tabla atribuida a Diego de la Cruz y conservada en el Monasterio de Santa María la Real de Las Huelgas (Burgos).

Diego de la Cruz (f. 1482-1500) fue un pintor hispanoflamenco activo en el último cuarto del siglo XV en Burgos y su comarca.

## Biografía
Fue redescubierto para el mundo artístico a partir de 1966, gracias al estudio que le dedicó José Gudiol Ricart, que lo suponía nacido en torno al año 1460, en Flandes, enmarcándolo dentro de la generación de pintores hispanoflamencos anteriores a la llegada de Juan de Flandes a la península. Otros autores como José Camón Aznar lo suponen de origen español y formado en Castilla como se considera más probable desde los estudios de Didier Martens publicados en 2001. Las influencias sobre su obra de los maestros nórdicos, en especial de Rogier van der Weyden en el tratamiento de la luz, podrían explicarse sin dificultad por la llegada de obras de ese origen a Castilla. Hasta el estudio de Gudiol se le creyó escultor y estrecho colaborador en Burgos de Gil de Siloé, cuyos retablos policromó. 
Su personalidad artística ha podido delimitarse en torno a dos obras: el Cristo Varón de Dolores entre la Virgen y San Juan del Museo del Prado, en el que ingresó en 1993, única obra firmada y de exquisita calidad, que debió de ser pintada hacia 1475-1480, y la documentada Estigmatización de San Francisco de Asís de la Iglesia de San Esteban de Burgos (1487-1489). A partir de estas dos obras, que caracterizan a Diego de la Cruz como el más sobresaliente maestro del foco burgalés del último cuarto del siglo XV, se le han podido asignar algunas otras obras, entre las que cabe destacar: el Cristo de Piedad del Museo de Bellas Artes de Bilbao, de cuidado estudio anatómico; Cristo de Piedad entre dos ángeles de la colegiata de Covarrubias; o el Cristo de Piedad entre los profetas David y Jeremías (Prado; donación Várez Fisa), tabla central de la predela de un retablo de la que se conocen otras dos tablas con los profetas Isaías y Daniel propiedad de la Universidad de Lieja, donde estuvieron atribuidas al pintor alemán Hans Schaüfelein.

## Obra

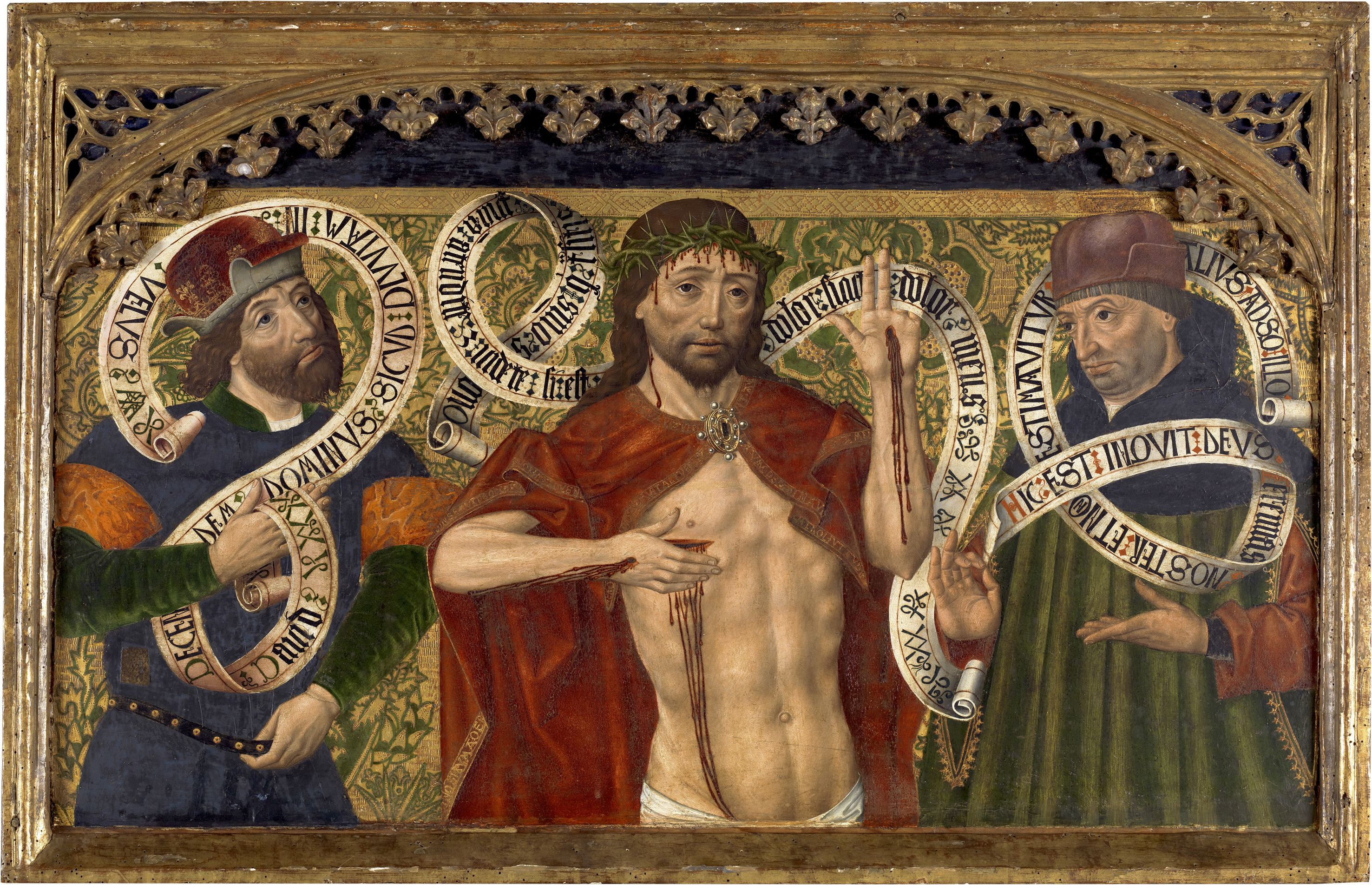
Cristo de Piedad entre los profetas David y Jeremías, técnica mixta sobre tabla, 60,2 x 93,6 cm, Madrid, Museo del Prado.

- Cristo entre dos ángeles, Colegiata de San Cosme y San Damián de Covarrubias, Burgos;
- Misa de San Gregorio, hacia 1475, MNAC, Barcelona;
- Cristo de Piedad, del Museo de Bellas Artes de Bilbao;
- Tríptico de la Epifanía con la Anunciación y San Julián, Museo de la Catedral de Burgos;
- Asunción de la Virgen, Museo-Hospital de Santa Cruz, Toledo;
- San Juan Bautista y una donante, Museo del Prado, con brocado aplicado;[3]
- Asunción y Coronación de la Virgen, con participación del taller, Museo del Prado;
- Cristo de Piedad entre los profetas David y Jeremías, Museo del Prado, ingresado en 2013 con la donación Várez Fisa.
- La Virgen de la Misericordia con lo Reyes Católicos y su familia, Monasterio de las Huelgas Reales, Burgos.[4]

Dentro de su estilo caben otras obras, como la tabla del Cristo entre los doctores del Museo Lázaro Galdiano o la Presentación de la Virgen del Instituto de Arte de Chicago, además de cierto número de pinturas atribuidas en colecciones privadas.